# Greg Meghoo
Greg Meghoo (eigentlich Gregory Meghoo; * 11. August 1965 in Ewarton) ist ein ehemaliger jamaikanischer Sprinter.
Bei den Olympischen Spielen 1984 in Los Angeles gewann Meghoo in der 4-mal-100-Meter-Staffel gemeinsam mit Albert Lawrence, Donald Quarrie und Raymond Stewart die Silbermedaille hinter der US-amerikanischen und vor der kanadischen Mannschaft. Eine weitere olympische Medaille verpasste er vier Jahre später knapp, als er bei den Olympischen Spielen 1988 in Seoul in der Staffel den vierten Rang belegte.

## Persönliche Bestzeit
- 100 m: 10,35 s, 20. Juni 1986, Kingston